# Nozay (Essonne)
Pour les articles homonymes, voir Nozay.
Nozay (prononcé [nozɛ] ) est une commune française située à vingt-quatre kilomètres au sud-ouest de Paris dans le département de l'Essonne en région Île-de-France.
Ses habitants sont appelés les Nozéens.

## Géographie

### Situation
Nozay est située à vingt-quatre kilomètres au sud-ouest de Paris-Notre-Dame, point zéro des routes de France, quinze kilomètres à l'ouest d'Évry, six kilomètres au sud de Palaiseau, trois kilomètres à l'ouest de Montlhéry, huit kilomètres au nord d'Arpajon, dix-huit kilomètres au nord-ouest de Corbeil-Essonnes, vingt et un kilomètres au nord-ouest de La Ferté-Alais, vingt-deux kilomètres au nord-est de Dourdan, vingt-six kilomètres au nord-est d'Étampes, trente-trois kilomètres au nord-ouest de Milly-la-Forêt.
Elle est par ailleurs située à cent trente-sept kilomètres au nord-ouest de Nozay dans l'Aube et trois cent douze kilomètres au nord-est de Nozay dans la Loire-Atlantique.

### Communes limitrophes
Les communes limitrophes sont Villejust, Saulx-les-Chartreux, La Ville-du-Bois, Montlhéry et Marcoussis.

### Relief et géologie
La ville est située sur un plateau.

### Hydrographie
Le Ruisseau blanc et le Rouillon drainent la commune :
- Le Rouillon prend sa source près de la ferme de Courtaboeuf (dans la zone d’activités), traverse le plateau de Villejust, longe la ferme de Villarceau, passe sous la route de Nozay à  Villejust (photo No 1) , délimite le territoire de Nozay, Villejust, Saulx-les-Chartreux dévale le vallon de Lunézy, passe sous le parking du centre commercial de la Ville-du-Bois, traverse la plaine de  Ballainvilliers et se jette en aval dans l’Yvette après la gare de Gravigny-Balizy (Longjumeau). Son cours mesure aujourd’hui 9 km.

Son régime est très variable : en hiver, il peut devenir turbulent alors qu’en été un filet d’eau tente de rejoindre l’Yvette.
Rouillon viendrait de « rullus » qui  signifie : le rustre, le campagnard. Ce nom est mentionné dès le XIe siècle. En 1461 les Pères Chartreux louent des terres au bois de Lunézy près du fossé de « Roulon »[réf. nécessaire].
- Le Ruisseau Blanc se forme à partir des eaux de ruissellement provenant des Pylandries, de la Poupardière et de Lunézy, passe sous la rue du Ruisseau blanc, s’étend le long de quelques habitations, poursuit son cours le long des jardins ouvriers de Lunézy, traverse les champs, longe la lisière du bois de la Turaude et   se jette dans le Rouillon.

Il mesure environ 2 km.
L’origine du   toponyme pourrait venir  du Moyen Age où des tanneurs étaient installés au chantier des Pylandries. La fabrication des cuirs consistait  à passer les peaux dans des cuves contenant un lait de chaux, afin de les rendre imputrescibles. En rinçant les peaux, le ruisseau devenait blanc, d’où son nom[réf. nécessaire].

### Climat
Pour des articles plus généraux, voir Climat de l'Île-de-France et Climat de l'Essonne.
En 2010, le climat de la commune est de type climat océanique dégradé des plaines du Centre et du Nord, selon une étude du CNRS s'appuyant sur une série de données couvrant la période 1971-2000. En 2020, Météo-France publie une typologie des climats de la France métropolitaine dans laquelle la commune est exposée à un climat océanique altéré et est dans la région climatique  Sud-ouest du bassin Parisien, caractérisée par une faible pluviométrie, notamment au printemps (120 à 150 mm) et un hiver froid (3,5 °C). 
Pour la période 1971-2000, la température annuelle moyenne est de 10,6 °C, avec une amplitude thermique annuelle de 15,4 °C. Le cumul annuel moyen de précipitations est de 671 mm, avec 11,3 jours de précipitations en janvier et 7,9 jours en juillet. Pour la période 1991-2020, la température moyenne annuelle observée sur la station météorologique la plus proche, située sur la commune d'Épinay-sur-Orge à 6 km à vol d'oiseau, est de 11,5 °C et le cumul annuel moyen de précipitations est de 694,4 mm,. Pour l'avenir, les paramètres climatiques de la commune estimés pour 2050 selon différents scénarios d'émission de gaz à effet de serre sont consultables sur un site dédié publié par Météo-France en novembre 2022.

### Voies de communication et transports
L'autoroute A10 passe à proximité de la commune.
La ville de Nozay est également desservie par diverses lignes de bus, et relie les villes de Massy, Sainte-Geneviève-des-Bois, Orsay, Épinay-sur-Orge, et Marcoussis.

## Urbanisme

### Typologie
Au 1er janvier 2024, Nozay est catégorisée grand centre urbain, selon la nouvelle grille communale de densité à sept niveaux définie par l'Insee en 2022.
Elle appartient à l'unité urbaine de Paris, une agglomération inter-départementale regroupant 407  communes, dont elle est une commune de la banlieue,,. Par ailleurs la commune fait partie de l'aire d'attraction de Paris, dont elle est une commune du pôle principal,. Cette aire regroupe 1 929 communes,.

### Habitat
| Type d’occupation           | Pourcentage | Superficie (en hectares) |
| --------------------------- | ----------- | ------------------------ |
| Espace urbain construit     | 17,7 %      | 130,19                   |
| Espace urbain non construit | 5,8 %       | 42,83                    |
| Espace rural                | 76,5 %      | 562,97                   |
| Source : Iaurif-MOS 2008    |             |                          |

| Logements                                        | Nombre en 2016 | % en 2016 | nombre en 2011 | % en 2011 |
| ------------------------------------------------ | -------------- | --------- | -------------- | --------- |
| Total                                            | 1 878          | 100 %     | 1 775          | 100 %     |
| Résidences principales                           | 1 791          | 95,4 %    | 1 709          | 96,3 %    |
| → Dont HLM                                       | 136            | 7,6 %     | 116            | 6,8 %     |
| Résidences secondaires et logements occasionnels | 14             | 0,7 %     | 16             | 0,9 %     |
| Logements vacants                                | 73             | 3,9 %     | 50             | 2,8 %     |
| Dont :                                           |                |           |                |           |
| → maisons                                        | 1 235          | 65,8 %    | 1 235          | 69,6 %    |
| → appartements                                   | 635            | 33,8 %    | 534            | 30,1 %    |

### Quartiers et hameaux
La commune comprend le hameau des hameau des Noyers, le long de la RD 35.

## Toponymie
Le nom de la localité est attesté sous la forme Noorium en 1150, Nooreium en 1151, Noereiz au XIIe siècle, Nucereium au XIIIe siècle, Nerium au XVIe siècle, Nœreium[Quand ?], Nœraicum[Quand ?], Nœroie[Quand ?].
Il s'agit vraisemblablement de la formation toponymique gallo-romane *NUCARETU (autrement noté nucaretum) « lieu planté de noyers, plantation de noyers »,, basée sur le mot du latin populaire *nucarius « noyer », dérivé du latin classique nux, nucis « noix ». Il est suivi du suffixe collectif *-ETU (autrement noté -etum). L’évolution phonétique Noer- > No(e)z- (passage de [r] à [z]) est souvent rencontrée dans cette partie de la France. Homonymie avec les Norray, Noroy, etc..
La commune est créée en 1793 avec son nom actuel.

## Histoire

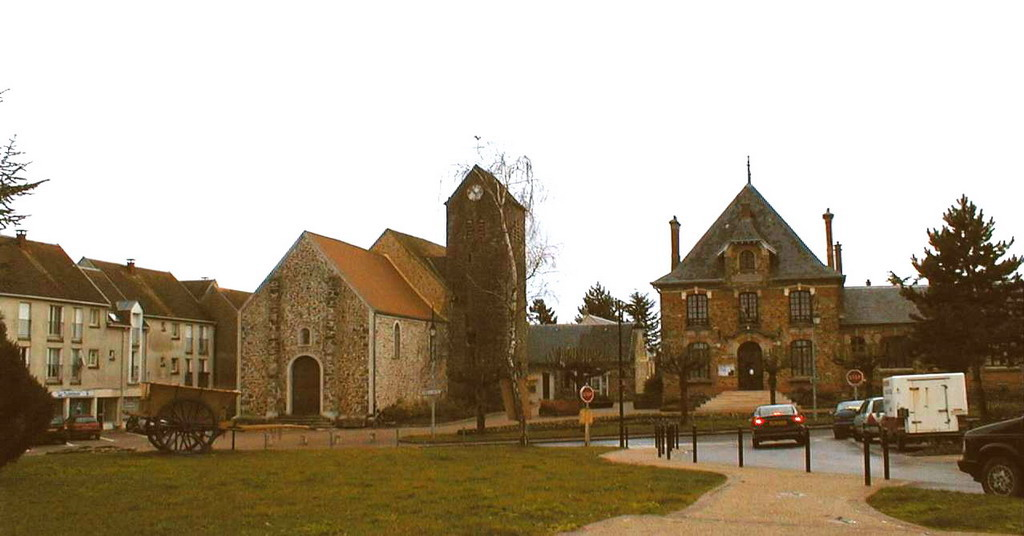
Le centre du bourg avec l'église.

Nozay ainsi que La Ville-du-Bois dépendaient de la seigneurie de Marcoussis. L'église de Nozay dépendait du prieuré de Longpont ; ce fait est attesté en 1061[réf. nécessaire].
Dès 1206, la présence des templiers est attestée sur ces terres[réf. nécessaire].
Lors de la Révolution de 1848, la municipalité plante le 18 mars un arbre de la Liberté sur la place de l'église, près du mur du cimetière. Il est béni par le citoyen Paoli, curé, accompagné du clergé et tous les habitants.
En 1854 est érigé le buste de Napoléon III dans la mairie et à l'école. Le cimetière, qui entourait l'église, est déplacé en 1967.
À l'issue de la guerre franco-allemande de 1870, le conseil municipal remercie François Petit d'être resté à son poste de maire et d'avoir protégé la population pendant l'occupation prussienne.
Sous le long mandat de Gaston Ratel, maire de 1902 à 1935, le village se modernise, avec l'adduction d'eau potable en 1905 et 1908, la construction et de l'église en 1912, l'installation de l'éclairage public en 1913. Après la Première Guerre mondiale est érigé en 1921 un monument aux morts. Afin de faciliter les cultures légumières dans la commune, destinées aux halles de Paris (auquel il est relié à Ballainvilliers par l'Arpajonnais), la plaine est drainée dans l'entre deux guerres. L’assainissement est réalisé en 1934 et le village est raccordé au gaz. En 1932, le village est reconnu « village modèle ».

### Les Templiers et Les Hospitaliers
La commanderie de Balizy possédait une dépendance le membre de Noray qui avait été donné aux Templiers avec 60 arpents de terre par Hébert de Montlhery en juillet 1246,.
Lors de la dévolution des biens de l'ordre du Temple les Hospitaliers de l'ordre de Saint-Jean de Jérusalem récupèrent le membre en même temps que la commanderie de Balizy. Ce n'est plus qu'une masure privée de ses terres que les seigneurs voisins ont usurpées au fil du temps. En 1754, le prieur de France tenta de le récupérer mais apparemment sans résultat.

## Politique et administration

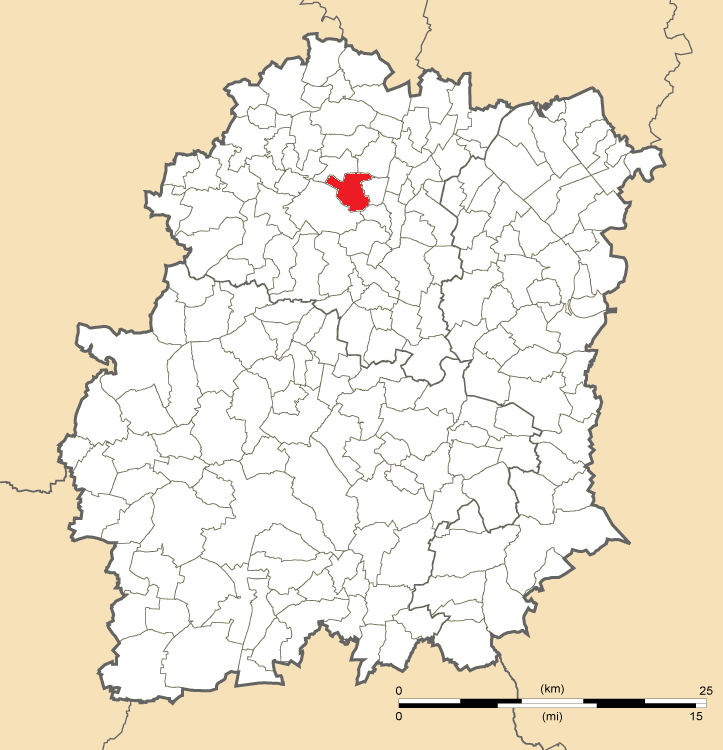
Position de Nozay en Essonne.

### Rattachements administratifs et électoraux
Antérieurement à la loi du 10 juillet 1964, la commune faisait partie du département de Seine-et-Oise. La réorganisation de la région parisienne en 1964 fit que la commune appartient désormais au département de l'Essonne et à son arrondissement de Palaiseau après un transfert administratif effectif au 1er janvier 1968. Pour l'élection des députés, elle fait partie de la quatrième circonscription de l'Essonne.
Elle faisait partie de 1793  à 1967 du canton de Palaiseau du département de Seine-et-Oise. Lors de la mise en place de l'Essonne, elle est rattachée en 1967 au canton de Montlhéry. Dans le cadre du redécoupage cantonal de 2014 en France, Nozay intègre le canton des Ulis.

### Intercommunalité
La commune était membre de la Communauté de communes Cœur du Hurepoix créé" en 2004 et qui était une évolution de l’ancien district de Linas-Montlhéry créé en juin 1964.
Cette intercommunalité est dissoute le 1er janvier 2013, et certaines de ses communes, dont Nozay, rejoignent alors la communauté d'agglomération Europ'Essonne.
Dans le cadre des dispositions de la Loi de modernisation de l'action publique territoriale et d'affirmation des métropoles (loi MAPTAM), qui prévoit la généralisation de l'intercommunalité à l'ensemble des communes et la création d'intercommunalités de taille importante, notamment en Île-de-France afin d'équilibrer leurs relations avec la Métropole du Grand Paris, cette intercommunalité fusionne le 1er janvier 2016 avec la communauté d'agglomération du Plateau de Saclay pour former la communauté d'agglomération Paris-Saclay.

### Tendances et résultats politiques
Élections présidentielles
Résultats des deuxièmes tours :
- Élection présidentielle de 2002 : 88,36 % pour Jacques Chirac (RPR), 11,64 % pour Jean-Marie Le Pen (FN), 84,00 % de participation[43].
- Élection présidentielle de 2007 : 54,31 % pour Nicolas Sarkozy (UMP), 45,69 % pour Ségolène Royal (PS), 88,63 % de participation[44].
- Élection présidentielle de 2012 : 52,65 % pour Nicolas Sarkozy (UMP), 47,35 % pour François Hollande (PS), 86,23 % de participation[45].

Élections législatives
Résultats des deuxièmes tours :
- Élections législatives de 2002 : 53,53 % pour Pierre-André Wiltzer (UMP), 46,47 % pour Marianne Louis (PS), 63,36 % de participation[46].
- Élections législatives de 2007 : 56,97 % pour Nathalie Kosciusko-Morizet (UMP), 43,03 % pour Olivier Thomas (PS), 59,08 % de participation[47].
- Élections législatives de 2012 : 50,93 % pour Nathalie Kosciusko-Morizet (UMP), 49,07 % pour Olivier Thomas (PS), 63,96 % de participation[48].

Élections européennes
Résultats des deux meilleurs scores :
- Élections européennes de 2004 : 31,71 % pour Harlem Désir (PS), 14,33 % pour Marielle de Sarnez (UDF), 45,01 % de participation[49].
- Élections européennes de 2009 : 25,20 % pour Michel Barnier (UMP), 22,33 % pour Daniel Cohn-Bendit (Europe Écologie), 47,94 % de participation[50].

Élections régionales
Résultats des deux meilleurs scores :
- Élections régionales de 2004 : 54,66 % pour Jean-Paul Huchon (PS), 36,72 % pour Jean-François Copé (UMP), 69,02 % de participation[51].
- Élections régionales de 2010 : 58,29 % pour Jean-Paul Huchon (PS), 41,71 % pour Valérie Pécresse (UMP), 52,01 % de participation[52].

Élections cantonales et départementales
Résultats des deuxièmes tours :
- Élections cantonales de 2004 : 57,71 % pour Delphine Antonetti (PS), 42,06 % pour François Pelletant (DVD), 69,13 % de participation[53].
- Élections cantonales de 2011 : 58,14 % pour Jérôme Cauët (PS), 41,86 % pour François Pelletant (DVD), 39,66 % de participation[54].

Élections municipales
Résultats des deuxièmes tours :
- Élections municipales de 2001 : Paul Raymond (Sans étiquette).
- Élections municipales de 2008 : 50,45 % pour Paul Raymond (Sans étiquette), 26,69 % pour Alain Urbain (DVD), 66,43 % de participation[55].

Référendums
- Référendum de 2000 relatif au quinquennat présidentiel : 78,49 % pour le Oui, 21,51 % pour le Non, 36,52 % de participation[56].
- Référendum de 2005 relatif au traité établissant une Constitution pour l'Europe : 57,23 % pour le Oui, 42,77 % pour le Non, 75,42 % de participation[57].

### Liste des maires
| Période                                  | Période                       | Identité               | Étiquette      | Qualité |
| ---------------------------------------- | ----------------------------- | ---------------------- | -------------- | --- |
| Les données manquantes sont à compléter. |                               |                        |                | |
| février 1790                             |                               | Jean-Nicolas Finet     |                | |
| novembre 1791                            |                               | M. Rousseau            |                | |
| décembre 1792                            |                               | Louis-Toussaint Redon  |                | |
| brumaire an IV                           |                               | Jacques Cossonnet      |                | |
| germinal an V                            |                               | Jean-Baptiste Aboilard |                | |
| germinal an VI                           |                               | Jean-Fiacre Cossonnet  |                | |
| messidor an VIII                         |                               | Jacques Cossonnet      |                | |
| fructidor an VIII                        |                               | Jean-Claude Paupe      |                | |
| 1807                                     | 1808                          | Jean-Baptiste Aboilard |                | |
| septembre 1808                           |                               | Jean-Fiacre Cossonnet  |                | |
| 1812                                     | 1813                          | Jean-Baptiste Aboilard |                | |
| juillet 1814                             | mai 1815                      | Pierre Legourd         |                | |
| mai 1815                                 | mai 1821                      | Pierre-Jacques Leroy   |                | |
| mai 1821                                 | octobre 1831                  | Pierre-Henri Paupe     |                | |
| octobre 1831                             | août 1846                     | Jean-Claude Legourd    |                | |
| août 1846                                | novembre 1850                 | Étienne Bénard         |                | |
| novembre 1850                            | avril 1865                    | M. Lepère              |                | |
| avril 1865                               | avril 1873                    | François Petit         |                | |
| avril 1873                               | février 1887                  | M. Harpet              |                | |
| février 1887                             | mai 1896                      | Pierre Michaut         |                | |
| mai 1896                                 | août 1902                     | Auguste Delange        |                | |
| août 1902                                | mai 1935                      | Gaston Ratel           |                | |
| mai 1935                                 | ?                             | Adrien Lalande         |                | |
| 1940                                     |                               | Albert David           |                | Faisant fonction de maire |
| Les données manquantes sont à compléter. |                               |                        |                | |
| mars 1942                                | octobre 1952                  | Louis Renard           |                | |
| octobre 1952                             | septembre 1958                | Albert Montgobert      |                | |
| septembre 1958                           | mars 1977                     | Élisabeth Milliez      |                | |
| mars 1977                                | octobre 1986                  | Jean-Paul Caffin       | PS             | Instituteur |
| octobre 1986                             | juin 1995                     | Jean-Pierre Bocquel    | DVG (PS diss.) | Sculpteur, céramiste et verrier Élu à la suite d'une election municipale partielle                                           |
| juin 1995                                | février 2019                  | Paul Raymond           | SE-DVG         | Médecin Président de la CC Cœur du Hurepoix (2004 → 2013) Vice-président de la CA Europ'Essonne (2014 → 2015) Démissionnaire |
| février 2019,                            | En cours (au 2 décembre 2021) | Didier Perrier         | SE             | Directeur commercial dans l'informatique Premier adjoint au maire (2014 → 2019) Réélu pour le mandat 2020-2026               |

### Logement social et loi SRU
La commune, dont la population est aisée ne dispose en 2016 que de 7,69 % % de logements sociaux par rapport à son parc de résidences principales, bien loin des 25 % prévus par l'article 55 de la loi relative à la solidarité et au renouvellement urbains (loi SRU).
En conséquence, la contribution financière payée par la commune à l'État, qui payait 138 000 € en 2018, ne  s'élève plus qu'à 114 000 € en 2019, compte tenu de ses efforts pour soutenir la création de 98 logements sociaux. Afin de l'aider à assumer ses obligations, l'État a signé avec la commune en juillet 2019 un « contrat de mixité sociale », dispositif partenarial destiné à identifier et activer tous les leviers disponibles pour augmenter le parc de logements sociaux et qui s'appliquera jusqu'en 2025.

### Jumelages
| Nozay Assago Střelice |

Nozay a développé des associations de jumelage avec[réf. nécessaire] :
- Assago (Italie) depuis 2006, située à 635 kilomètres ;
- Střelice (Tchéquie) depuis 2006, située à 1 007 kilomètres.

## Population et société

### Démographie

#### Évolution démographique
L'évolution du nombre d'habitants est connue à travers les recensements de la population effectués dans la commune depuis 1793. Pour les communes de moins de 10 000 habitants, une enquête de recensement portant sur toute la population est réalisée tous les cinq ans, les populations de référence des années intermédiaires étant quant à elles estimées par interpolation ou extrapolation. Pour la commune, le premier recensement exhaustif entrant dans le cadre du nouveau dispositif a été réalisé en 2004.

En 2022, la commune comptait 4 465 habitants, en évolution de −5,82 % par rapport à 2016 (Essonne : +2,89 %, France hors Mayotte : +2,11 %).
| 1793 | 1800 | 1806 | 1821 | 1831 | 1836 | 1841 | 1846 | 1851 |
| ---- | ---- | ---- | ---- | ---- | ---- | ---- | ---- | ---- |
| 268  | 220  | 228  | 220  | 244  | 240  | 229  | 221  | 250  |

| 1856 | 1861 | 1866 | 1872 | 1876 | 1881 | 1886 | 1891 | 1896 |
| ---- | ---- | ---- | ---- | ---- | ---- | ---- | ---- | ---- |
| 247  | 262  | 273  | 284  | 287  | 270  | 272  | 280  | 323  |

| 1901 | 1906 | 1911 | 1921 | 1926 | 1931 | 1936 | 1946 | 1954 |
| ---- | ---- | ---- | ---- | ---- | ---- | ---- | ---- | ---- |
| 285  | 286  | 265  | 260  | 287  | 272  | 256  | 285  | 336  |

| 1962 | 1968 | 1975  | 1982  | 1990  | 1999  | 2004  | 2006  | 2009  |
| ---- | ---- | ----- | ----- | ----- | ----- | ----- | ----- | ----- |
| 467  | 668  | 1 820 | 2 653 | 2 636 | 4 275 | 4 732 | 4 705 | 4 696 |

| 2014  | 2019  | 2022  | - | - | - | - | - | - |
| ----- | ----- | ----- | - | - | - | - | - | - |
| 4 800 | 4 511 | 4 465 | - | - | - | - | - | - |

#### Pyramide des âges
En 2018, le taux de personnes d'un âge inférieur à 30 ans s'élève à 38,0 %, soit en dessous de la moyenne départementale (39,9 %). De même, le taux de personnes d'âge supérieur à 60 ans est de 17,4 % la même année, alors qu'il est de 20,1 % au niveau départemental.
En 2018, la commune comptait 2 254 hommes pour 2 323 femmes, soit un taux de 50,75 % de femmes, légèrement inférieur au taux départemental (51,02 %).
Les pyramides des âges de la commune et du département s'établissent comme suit.
| Hommes | Classe d’âge | Femmes |
| ------ | ------------ | ------ |
| 0,1    | 90 ou +      | 0,3    |
| 4,1    | 75-89 ans    | 5,9    |
| 11,6   | 60-74 ans    | 12,6   |
| 25,0   | 45-59 ans    | 27,0   |
| 18,1   | 30-44 ans    | 19,3   |
| 20,8   | 15-29 ans    | 16,5   |
| 20,4   | 0-14 ans     | 18,4   |

| Hommes | Classe d’âge | Femmes |
| ------ | ------------ | ------ |
| 0,5    | 90 ou +      | 1,4    |
| 5,4    | 75-89 ans    | 7,2    |
| 12,9   | 60-74 ans    | 13,9   |
| 20     | 45-59 ans    | 19,4   |
| 19,9   | 30-44 ans    | 20,1   |
| 20     | 15-29 ans    | 18,2   |
| 21,3   | 0-14 ans     | 19,8   |

### Enseignement
Les élèves de Nozay sont rattachés à l'académie de Versailles.
La commune dispose en 2010 sur son territoire des écoles maternelles des Clozeaux et du Noyer et des écoles élémentaires des Prés-Verts et du Petit-Gobert.
Pour le secondaire les élèves de Nozay sont scolarisés en 2010 dans la commune au collège Louise-Weiss, ils poursuivent ensuite leurs études au lycée polyvalent de l'Essouriau situé aux Ulis.

### Sports
La commune compte plusieurs associations sportives[réf. nécessaire] :
- Basket-ball
- Défense Contact - Full Contact
- Judo
- Volley-ball
- Danse
- GRS
- Gymnastique
- Rugby à XV (AS Nozay)
- Tennis
- VTT
- Karaté
- Badminton
- Football (MNVDB)
- Chi Cong - Taïchi

qui se partagent sur un stade de rugby (villarceau), un stade de football (Mesnil Forget), un centre de tennis, et trois salles de sports.

### Santé
Un cabinet de santé rassemblant quatre médecins généralistes, deux psychologues, une diététicienne-nutritionniste, une orthophoniste, une pédicure-podologue et un cabinet infirmier a ouvert en février 2019.

### Autres services publics
La commune dispose sur son territoire en 2011 d'un bureau de poste.

### Lieux de culte
La paroisse catholique de Nozay est rattachée au secteur pastoral de Montlhéry-Longpont et au diocèse d'Évry-Corbeil-Essonnes. Elle dispose de l'église Saint-Germain-d'Auxerre.

### Médias
L'hebdomadaire Le Républicain relate les informations locales. La commune est en outre dans le bassin d'émission des chaînes de télévision France 3 Paris Île-de-France Centre, IDF1 et Téléssonne intégré à Télif.

## Économie
Nozay accueille un important centre Nokia spécialisé dans les fibres optiques, les télécommunications et les composants opto-électroniques, dont l'entrée correspond à l'emplacement probable de l'ancien moulin à vent de Villarceaux.
Ce centre d'excellence mondial du groupe en matière de développement de la 5G, rassemblait en 2018 plus de 3 300 employés. Il est concerné par un plan de sauvegarde de l'emploi (PSE) qui prévoit la suppression d'environ 400 emplois en France d'ici 2020, pour l'essentiel sur le site de Nozay Paris-Saclay.
En avril 2023, après la transformation de l’ancien site industriel et de recherches d’Alcatel à Marcoussis en campus de data centers, le groupe Data4, opérateur et investisseur français sur le marché des data centers,  annonce l’acquisition du siège de Nokia France anciennement Alcatel-Lucent et Alcatel, situé à Nozay. Le groupe prévoit d’investir sur ce site  près d’un milliard d’euros d’ici 2030.
En mars 2025, le site historique d'Alcatel (Nozay-Villarceaux) est démantelé.

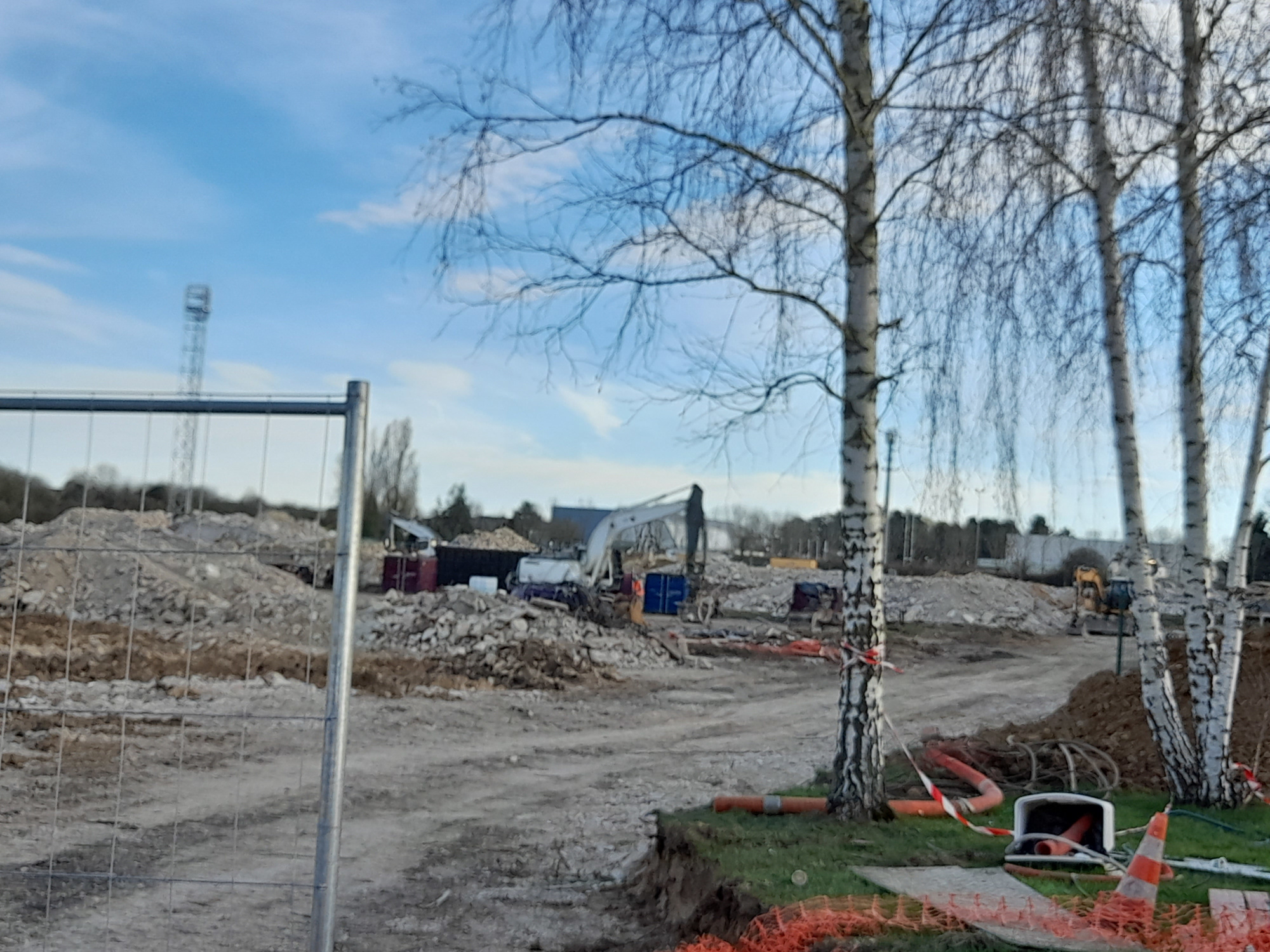
Démantèlement du site historique de Nozay-Villarceaux : emplacement des laboratoires Laplace et Shannon

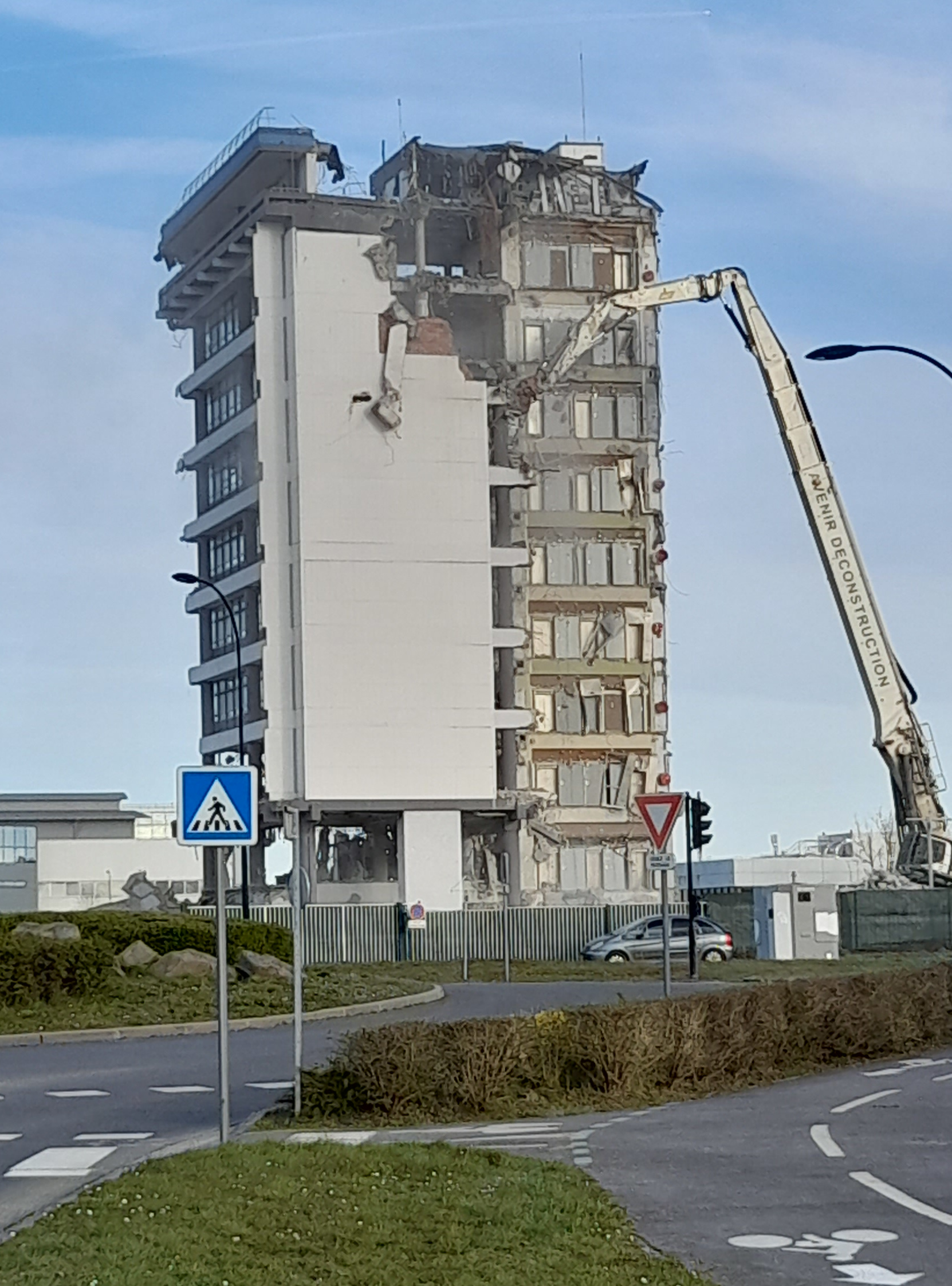
Démantèlement du site historique de Nozay-Villarceaux : tour de direction.

### Emplois, revenus et niveau de vie
En 2006, le revenu fiscal médian par ménage était de 25 265 €, ce qui plaçait la commune au 384e rang parmi les 30 687 communes de plus de cinquante ménages que compte le pays et au trente-sixième rang départemental.
| Répartition des emplois par catégories socioprofessionnelles en 2006. |              |                                           |                                                   |                            |                          |                           |
|                                                                       | Agriculteurs | Artisans, commerçants, chefs d’entreprise | Cadres et professions intellectuelles supérieures | Professions intermédiaires | Employés                 | Ouvriers                  |
| Nozay                                                                 | 0,0 %        | 4,2 %                                     | 41,5 %                                            | 25,0 %                     | 16,3 %                   | 12,9 %                    |
| Zone d’emploi d’Orsay                                                 | 0,2 %        | 3,7 %                                     | 36,2 %                                            | 26,2 %                     | 21,4 %                   | 12,3 %                    |
| Moyenne nationale                                                     | 2,2 %        | 6,0 %                                     | 15,4 %                                            | 24,6 %                     | 28,7 %                   | 23,2 %                    |
| Répartition des emplois par secteurs d’activités en 2006.             |              |                                           |                                                   |                            |                          |                           |
|                                                                       | Agriculture  | Industrie                                 | Construction                                      | Commerce                   | Services aux entreprises | Services aux particuliers |
| Nozay                                                                 | 0,4 %        | 30,3 %                                    | 6,5 %                                             | 10,0 %                     | 28,9 %                   | 4,6 %                     |
| Zone d’emploi d’Orsay                                                 | 1,0 %        | 13,4 %                                    | 3,8 %                                             | 18,1 %                     | 30,5 %                   | 5,4 %                     |
| Moyenne nationale                                                     | 3,5 %        | 15,2 %                                    | 6,4 %                                             | 13,3 %                     | 13,3 %                   | 7,6 %                     |
| Sources : Insee,                                                      |              |                                           |                                                   |                            |                          |                           |

## Culture locale et patrimoine

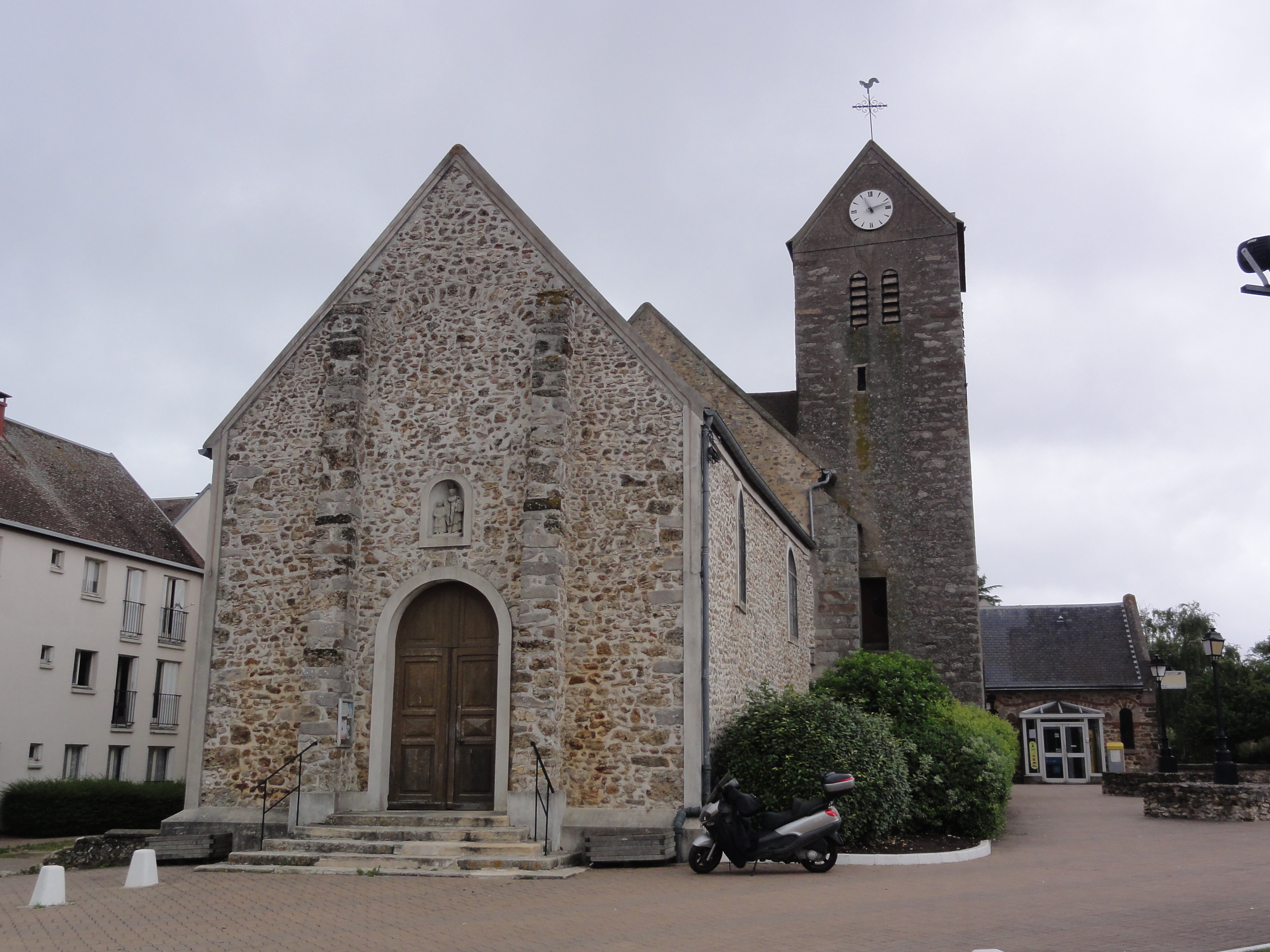
L'église Saint-Germain.

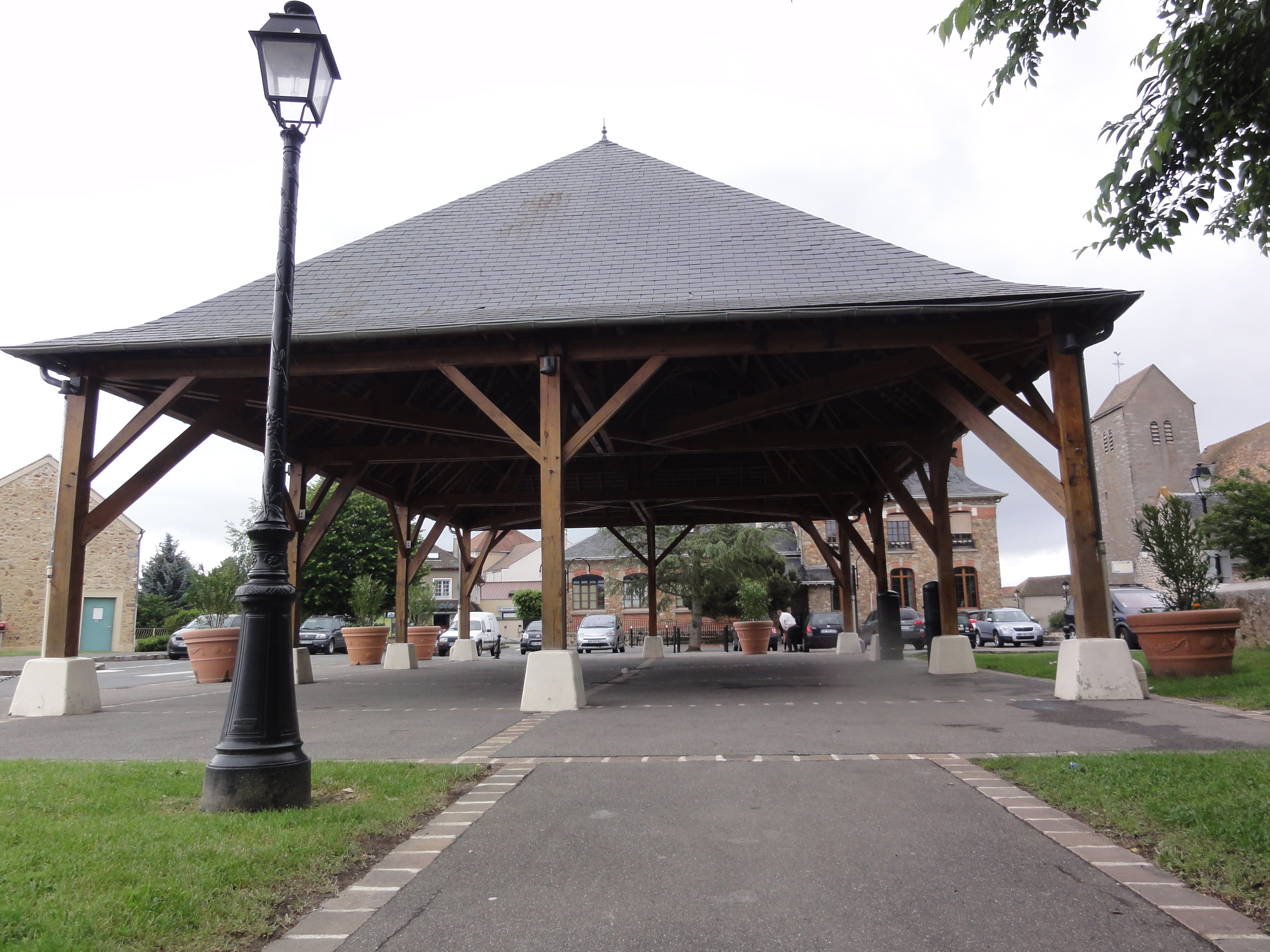
La halle.

### Lieux et monuments
Les bois au sud-est, les champs au nord, la pelouse calcicole et la carrière géologique ont été recensés au titre des espaces naturels sensibles par le département de l'Essonne.
Les bâtiments remarquables sont :
- la mairie-école (désormais uniquement la mairie), construite en 1910 par l'architecte parisien Muret en remplacement des édifices précédents[84] ;
- l'église Saint-Germain, du  XIIe siècle. Son clocher date du début XVIIe siècle ;
- la pierre des Templiers, du XIIIe siècle :

cette pierre est probablement une partie de la croix d'un cimetière très ancien,. La pierre a été déchiffrée par Christian Julien, et le cimetière est mentionné sur plusieurs cartes[évasif] ;
- le monument aux morts  des guerres de 1914-1918 et 1939-1945, construit en exécution d'une délibération municipale du 20 juin 1920 sur un projet de l'architecte Muret, et réparé en 1928[87] ;
- la croix de cimetière de 1868 en fonte, sur une colonne[88] ;
- la ferme de Villarceaux, dont la quasi-totalité des bâtiments est antérieure au cadastre napoléonien[89] ;
- les maisons de maraîcher, également antérieures au cadastre napoléonien, 12 rue de Versailles[90] et 3 rue de Versailles[91].

### Personnalités liées à la commune
- Louis Malet de Graville (1438-1516), aristocrate, était le seigneur de Nozay.

### Héraldique et logotype
| Blason de Nozay | Blason  | Écartelé : au 1er d'argent à la croix pattée alésée de gueules, au 2d d'or à l'écusson de France, au 3e d'or à une serpette de sable posée en bande, au 4e d'argent à une feuille de noyer de sinople. |
| Blason de Nozay | Détails | La présence des Templiers (commanderie de Balizy), les fleurs de lys (blason de l'Ile de France pour les différencier des deux autres Nozay situés en Loire Atlantique et dans l'Aube), la serpette du vigneron pour rappeler autrefois la présence de vignes sur le territoire et la feuille de noyer (origine du nom Nozay) Armoiries conçues par l'association locale Nozay et son Histoire, adoptées en 2013. |
| Blason de Nozay | Alias   | La commune est dotée d'un logo. |